# Caryocolum proxima
Caryocolum proxima — вид лускокрилих комах з родини виїмчастокрилі молі (Gelechiidae).

## Поширення
Вид поширений в Європі.

## Опис
Розмах крил 9–11,5 мм.

## Спосіб життя
Метелики літають у серпні. Личинки харчуються Cerastium fontanum і Stellaria media. Вони мінують листя рослини-господаря. Личинок можна знайти з квітня по травень.